# Iulius Martialis
Iulius Martialis († vermutlich 8. April 217) war Mitglied und Offizier der römischen Prätorianergarde. Als Prätorianer war es seine Aufgabe, den Kaiser zu schützen und für die Gegend in und um Rom militärischen Schutz zu bieten.
Iulius Martialis war an der Macrinus-Verschwörung gegen den tyrannischen Kaiser Caracalla beteiligt. Ihm kam die Rolle der eigentlichen Ermordung zu, da er den Kaiser auf seinem Zug durch Mesopotamien begleiten sollte. Zusätzlich wurde er von den Verschwörern auserwählt, da er persönlichen Hass gegen Caracalla hegte. Warum genau, ist unklar: Herodian spricht von einer gesetzeswidrigen Hinrichtung seines Bruders nur wenige Tage zuvor. Cassius Dio behauptet, dass eine verweigerte Beförderung den Ausschlag gegeben habe.
Am 8. April 217 brach der kaiserliche Zug nach Carrhae auf. Als Caracalla unterwegs vom Pferd stieg, um seine Notdurft zu verrichten, näherte sich ihm Martialis, scheinbar um ihm etwas zu sagen, und versetzte ihm einen Dolchstoß. Ein skythischer Leibwächter Caracallas tötete darauf den flüchtenden Attentäter mit seiner Lanze.